# Douglas Lima
Douglas Lima (Goiânia, 5 de janeiro de 1988) é um lutador brasileiro de artes marciais mistas, ex campeão meio-médio do Bellator MMA. Também é ex-campeão do peso meio-médio do MFC.

## Carreira no MMA
Lima foi tarde para os Estados Unidos, quando começou a treinar na American Top Team em Atlanta. Ele treina com seu conterrâneo Roan Carneiro. Douglas começou sua carreira profissional no MMA com sucesso, acumulando um recorde de 5–0.
Em fevereiro de 2007 enfrentou o futuro participante do Ultimate Fighting Championship, Matt Brown. Lima então sofreu sua primeira derrota profissional, por nocaute técnico no segundo round.

### American Fight League
Em maio de 2008, Lima faria sua primeira defesa de título contra Brent Weedman, que teria sido chamado para que Douglas mostrasse suas as habilidades, já que era esperada ser uma luta fácil. Logo no começo do combate Weedman ameaçou com um triângulo, porém sem sucesso. No segundo round, Lima novamente foi pego com um triângulo, então seu adversário fez a transição para o armlock, forçando-o à submissão, o que concedeu o título de campeão ao Brent Weedman.

### World Extreme Cagefighting
Após outra vitória por nocaute técnico, juntou-se ao World Extreme Cagefighting. Sua estréia aconteceria no WEC 39, contra Justin Haskins. Porém, Lima foi obrigado a se retirar do card enquanto esperava os papéis do Gabinete de Cidadania e Serviços de Imigração. Sua estréia nunca aconteceu, em vez disso, ele entrou para o King of the Cage, enfrentando o futuro competidor do The Ultimate Fighter, Charles Blanchard, e perdendo por decisão unânime.

### Maximum Fighting Championhip
Em setembro de 2010, Douglas entrou para o Maximum Fighting Championship, enfrentando Ryan Ford. Na frente dos fãs de Ford, Lima o derrotou por finalização no segundo round, e com a vitória teve uma chance pelo título Meio Médio do MFC, contra Jesse Juarez, no MFC 27. Juarez foi finalizado por armlock na metade do terceiro round. 
Na defesa do título contra Terry Martin, no MFC 29, Lima venceu por nocaute técnico no primeiro round.

### Bellator Fighting Championships
Em maio de 2011, sua entrada no Bellator MMA foi anunciada. A estréia de Douglas Lima aconteceu no Bellator 49, contra Steve Carl, e venceu por decisão unânime. Sua segunda vitória foi na semifinal do torneio de meio-médios, no Bellator 53, tendo como adversário Chris Lozano, vencendo-o por nocaute no segundo round. Na final do torneio, no Bellator 57, o oponente de Lima foi Ben Saunders (lutador), que também foi derrotado por nocaute no segundo round. 
Sendo o campeão do torneio, Douglas teve a chance de disputar o título contra o campeão Ben Askren, no Bellator 64, mas perdeu a luta por decisão unânime.
Em 2 novembro de 2012, no Bellator 79, derrotou Jacob Ortiz com um chute e joelhada na cabeça aos 4:50 do terceiro round.
Nas quartas de final do Bellator MMA: Oitava Temporada, enfrentou o russo Michail Tsarev, no Bellator 86, vencendo por nocaute técnico, após impossibilitá-lo com chutes na perna no segundo round. Na semifinal o combate foi contra Bryan Baker, no Bellator 90. Lima venceu por nocaute no primeiro round.
A final do torneio aconteceria no Bellator 93, em uma revanche contra Ben Saunders, mas Lima quebrou sua mão, então a luta foi remarcada para o Bellator 100, onde Lima aplicou um nocaute com um chute na cabeça, aos 4:33 do segundo round.
Em 18 de abril de 2014 Douglas disputou com Rick Hawn o cinturão dos Meio Médios, que estava vago, uma vez que o até então campeão Ben Askren havia saído da organização. Na luta, após Lima desferir vários chutes na perna esquerda de seu adversário, o árbitro foi forçado a interromper a luta aos 3:19 do segundo round, consagrando Douglas o campeão do Peso Meio Médio do Bellator.
Lima faria sua primeira defesa de cinturão contra o inglês Paul Daley no Bellator 133 mas uma lesão o tirou do card. 
Douglas Lima tentou defender seu título contra o bicampeão de torneios, o russo Andrey Koreshkov no Bellator 140 em 17 de Julho de 2015.. Douglas acabou derrotado por decisão unânime após cinco (5) rounds, perdendo o cinturão dos Meio Médios.
Após a perda do cinturão, Douglas Lima voltou a cage do Bellator 158 em 16 de julho de 2016 e venceu Paul Daley por decisão unânime após 3 (três) rounds.
Em 10 de novembro de 2016, Lima enfrentou novamente Andrey Koreshkov no Bellator 164 pelo título dos Meio Médios. O brasileiro conseguiu aplicar um nocaute (soco) aos 1:21 do 3º round e recuperou o cinturão dos Meio Médios do Bellator. 
Lima defendeu seu cinturão em 24 de junho de 2017, no Bellator 206, contra o americano Lorenz Larkin. O brasileiro venceu a luta por decisão unânime.
No dia 20 de janeiro de 2018, no Bellator 192, após uma luta muito equilibrada, o brasileiro perdeu o cinturão ao ser derrotado pelo canadense Rory MacDonald por decisão unânime.
Após a perda do título, Douglas Lima estreou no GP Peso Meio Médio do Bellator, em 29 de setembro de 2019, no Bellator 206 (esse torneio dava ao campeão o título da categoria e um prêmio de U$1.000.000). Seu adversário foi novamente o russo Andrey Koreshkov. Dominante durante todo o combate, Lima venceu o russo por finalização (mata leão) no 5º round, avançando assim para as semifinais do torneio.
No dia 11 de maio de 2019, no Bellator 221, Douglas Lima enfrentou o até então invicto lutador inglês Michael Page, pelas semifinais do GP Peso Meio Médio do Bellator. Lima nocauteou Page de forma avassaladora no 2º round, pondo fim à invencibilidade do inglês e garantindo um lugar na final do torneio.
Na final do GP Peso Meio Médio do Bellator, Douglas Lima enfrentou Rory MacDonald, em uma revanche que valia o título Peso Meio Médio e o prêmio de U$ 1.000.000. Essa luta aconteceu no dia 26 de outubro de 2019, no Bellator 232. Após 5 rounds, o brasileiro foi declarado vencedor por decisão unânime, retomando assim o cinturão da categoria, além de ganhar U$1.000.000.

## Cartel no MMA
| Cartel no MMA   |             |            |
| 39 lutas        | 32 vitórias | 7 derrotas |
| Por nocaute     | 14          | 1          |
| Por finalização | 12          | 1          |
| Por decisão     | 6           | 5          |

| Res.    | Cartel | Oponente               | Método                                       | Evento                                                | Data       | Round | Tempo | Local                      | Notas                                                                          |
| ------- | ------ | ---------------------- | -------------------------------------------- | ----------------------------------------------------- | ---------- | ----- | ----- | -------------------------- | ------------------------------------------------------------------------------ |
| Derrota | 32-9   | Michael Page           | Decisão (dividida)                           | Bellator 267: Lima vs. MVP 2                          | 01/10/2021 | 3     | 5:00  | Londres                    |                                                                                |
| Derrota | 32-8   | Gegard Mousasi         | Decisão (unânime)                            | Bellator 250: Mousasi vs. Lima                        | 29/10/2020 | 5     | 5:00  | Uncasville, Connecticut    | Retornou aos Médios; Pelo Cinturão Peso Médio Vago do Bellator.                |
| Vitória | 32-7   | Rory MacDonald         | Decisão (unânime)                            | Bellator 232                                          | 26/10/2019 | 5     | 5:00  | Uncasville, Connecticut    | Final do Grand Prix dos Meio Médios. Ganhou o Cinturão Meio Médio do Bellator. |
| Vitória | 31-7   | Michael Page           | Nocaute (soco)                               | Bellator 221                                          | 11/05/2019 | 2     | 1:36  | Chicago                    | Semi Finais do Grand Prix dos Meio Médios.                                     |
| Vitória | 30-7   | Andrey Koreshkov       | Finalização Técnica (mata leão)              | Bellator 206: Mousasi vs. MacDonald                   | 29/09/2018 | 5     | 3:04  | San José, Califórnia       | Quartas de Final do Grand Prix dos Meio Médios.                                |
| Derrota | 29-7   | Rory MacDonald         | Decisão (unânime)                            | Bellator 192: Sonnen vs. Rampage                      | 20/01/2018 | 5     | 5:00  | Inglewood, California      | Perdeu o Cinturão Meio Médio do Bellator.                                      |
| Vitória | 29-6   | Lorenz Larkin          | Decisão (unânime)                            | Bellator NYC: Sonnen vs. Silva                        | 24/06/2017 | 5     | 5:00  | Nova Iorque, Nova Iorque   | Defendeu o Cinturão Meio Médio do Bellator.                                    |
| Vitória | 28-6   | Andrey Koreshkov       | Nocaute (soco)                               | Bellator 164                                          | 10/11/2016 | 3     | 1:21  | Tel Aviv, Israel           | Ganhou o Cinturão Meio Médio do Bellator.                                      |
| Vitória | 27-6   | Paul Daley             | Decisão (unânime)                            | Bellator 158                                          | 16/07/2016 | 3     | 5:00  | Londres, Inglaterra        |                                                                                |
| Derrota | 26-6   | Andrey Koreshkov       | Decisão (unânime)                            | Bellator 140                                          | 17/07/2015 | 5     | 5:00  | Uncasville, Connecticut    | Perdeu o Cinturão Meio Médio do Bellator.                                      |
| Vitória | 26-5   | Rick Hawn              | Nocaute Técnico (chutes na perna)            | Bellator 117                                          | 18/04/2014 | 2     | 3:19  | Council Bluffs, Iowa       | Ganhou o Cinturão Meio Médio Vago do Bellator.                                 |
| Vitória | 25-5   | Ben Saunders           | Nocaute (chute na cabeça)                    | Bellator 100                                          | 20/09/2013 | 2     | 4:33  | Phoenix, Arizona           | Final do Torneio da 8ª Temporada.                                              |
| Vitória | 24-5   | Bryan Baker            | Nocaute (soco)                               | Bellator 90                                           | 21/02/2013 | 1     | 2:34  | West Valley City, Utah     | Semifinal do Torneio da 8ª Temporada.                                          |
| Vitória | 23-5   | Michail Tsarev         | Nocaute Técnico (chutes na perna)            | Bellator 86                                           | 24/01/2013 | 2     | 1:44  | Thackerville, Oklahoma     | Quartas de Final do Torneio da 8ª Temporada.                                   |
| Vitória | 22-5   | Jacob Ortiz            | Nocaute técnico (chute na cabeça e joelhada) | Bellator 79                                           | 02/11/2012 | 3     | 4:50  | Rama, Ontario              |                                                                                |
| Derrota | 21-5   | Ben Askren             | Decisão (unânime)                            | Bellator 64                                           | 06/04/2012 | 5     | 5:00  | Windsor, Ontario           | Pelo Cinturão Meio Médio do Bellator.                                          |
| Vitória | 21–4   | Ben Saunders           | Nocaute (socos)                              | Bellator 57                                           | 12/11/2011 | 2     | 1:21  | Rama, Ontario              | Final do Torneio da 5ª Temporada; Ganhou o Torneio da 5ª Temporada.            |
| Vitória | 20-4   | Chris Lozano           | Nocaute (soco)                               | Bellator 53                                           | 08/10/2011 | 2     | 3:14  | Miami, Oklahoma            | Semifinal do Torneio da 5ª Temporada.                                          |
| Vitória | 19-4   | Steve Carl             | Decisão (unânime)                            | Bellator 49                                           | 10/09/2011 | 3     | 5:00  | Atlantic City, New Jersey  | Estreia no Bellator; Quartas de Final do Torneio da 5ª Temporada.              |
| Vitória | 18-4   | Terry Martin           | Nocaute Técnico (socos)                      | MFC 29                                                | 08/04/2011 | 1     | 1:14  | Windsor, Ontario           | Defendeu o Cinturão do MFC; Nocaute da Noite.                                  |
| Vitória | 17-4   | Jesse Juarez           | Finalização (triângulo)                      | MFC 27                                                | 12/11/2010 | 3     | 2:37  | Edmonton, Alberta          | Ganhou o Cinturão Vago do MFC; Finalização da Noite.                           |
| Vitória | 16-4   | Ryan Ford              | Finalização (chave de braço)                 | MFC 26                                                | 10/09/2010 | 2     | 0:48  | Edmonton, Alberta          | Finalização da Noite.                                                          |
| Vitória | 15-4   | Cortez Coleman         | Decisão (dividida)                           | SportFight X-1: Beatdown                              | 26/03/2010 | 3     | 5:00  | Atlanta, Georgia           | Final do Torneio de Médios de 2010.                                            |
| Vitória | 14-4   | Clint Hester           | Decisão (unânime)                            | Sin City Fight Club: Redline Grand Prix Round 2       | 13/11/2009 | 3     | 5:00  | Atlanta, Georgia           | Semifinal do Torneio de Médios de 2010.                                        |
| Vitória | 13-4   | Eddie Hernandez        | Finalização (triângulo)                      | Sin City Fight Club: Redline Grand Prix Opening Round | 10/10/2009 | 1     | 2:34  | Atlanta, Georgia           | Quartas-de-Final do Torneio de Médios de 2010.                                 |
| Derrota | 12-4   | Eric Dahlberg          | Decisão (unânime)                            | Best of the Best                                      | 12/06/2009 | 3     | 5:00  | Columbus, Georgia          |                                                                                |
| Derrota | 12-3   | Charles Blanchard      | Decisão (unânime)                            | KOTC: Invincible                                      | 27/03/2009 | 3     | 5:00  | Atlanta, Georgia           |                                                                                |
| Vitória | 12-2   | Joseph Baize           | Nocaute Técnico                              | Southern Kentucky: Combat League                      | 23/08/2008 | 1     | 2:30  | Owensboro, Kentucky        |                                                                                |
| Derrota | 11-2   | Brent Weedman          | Finalização (chave de braço)                 | AFL: Bulletproof                                      | 30/05/2008 | 2     | 4:39  | Atlanta, Georgia           | Pelo Cinturão Vago do AFL.                                                     |
| Vitória | 11-1   | Cody Senseney          | Nocaute Técnico (socos)                      | AFL: Eruption                                         | 07/03/2008 | 1     | 2:45  | Lexington, Kentucky        |                                                                                |
| Vitória | 10-1   | Eric Davila            | Finalização (chave de braço)                 | ROF 31: Undisputed                                    | 01/12/2007 | 2     | 3:52  | Broomfield, Colorado       |                                                                                |
| Vitória | 9-1    | Daniel Douglas         | Finalização (mata leão)                      | RMBB & PCF 1: HellRazor                               | 16/10/2007 | 1     | 0:28  | Denver, Colorado           |                                                                                |
| Vitória | 8-1    | Kyle Baker             | Finalização (triângulo)                      | Reign in the Cage                                     | 11/08/2007 | 1     | 4:45  | Alabama                    |                                                                                |
| Vitória | 7-1    | Ed Nuno                | Finalização (lesão)                          | XFS 6: Bad Blood                                      | 14/07/2007 | 1     | 0:28  | Boise, Idaho               |                                                                                |
| Vitória | 6-1    | Joshua Hancock         | Nocaute Técnico                              | Evolution: Mayhem in Albany                           | 10/03/2007 | 1     | N/A   | Albany, Georgia            |                                                                                |
| Derrota | 5-1    | Matt Brown             | Nocaute Técnico (socos)                      | ISCF: Invasion                                        | 09/02/2007 | 2     | 2:50  | Kennesaw, Georgia          |                                                                                |
| Vitória | 5-0    | Ray Perales            | Finalização (socos)                          | Xtreme Fight Series 3                                 | 15/12/2006 | 1     | 3:07  | Boise, Idaho               |                                                                                |
| Vitória | 4-0    | John Nellermoe         | Finalização (triângulo)                      | ISCF: Southside Slugfest                              | 21/10/2006 | 1     | 1:07  | Peachtree City, Oklahoma   |                                                                                |
| Vitória | 3-0    | Nathan Osterkamp       | Finalização (mata leão)                      | Border Warz                                           | 14/10/2006 | 1     | 1:57  | Colorado Springs, Colorado |                                                                                |
| Vitória | 2-0    | Steve Linton           | Finalização (verbal)                         | ISCF: Fever Fight Night                               | 22/09/2006 | 1     | N/A   | Atlanta, Georgia           |                                                                                |
| Vitória | 1-0    | Carlos Julio Molestina | Nocaute                                      | Wild Bill's: Fight Night 3                            | 14/07/2006 | 1     | 1:08  | Duluth, Georgia            |                                                                                |